# Plaistow (New Hampshire)
Pour les articles homonymes, voir Plaistow.
Plaistow est une municipalité américaine située dans le comté de Rockingham au New Hampshire. Selon le recensement de 2010, sa population est de 7 609 habitants.

## Géographie
La municipalité s'étend sur 10,64 milles carrés (27,56 km2), dont seulement 0,01 milles carrés (0,03 km2) d'étendues d'eau.

## Histoire
Autrefois une partie de Haverhill dans le Massachusetts, Plaistow rejoint le New Hampshire en 1741 et devient une municipalité en 1749 sous le nom de Plastow.

## Démographie
La population de Plaistow est estimée à 7 658 habitants au 1er juillet 2016.
Le revenu par habitant était en moyenne de 34 774 dollars par an entre 2012 et 2016, légèrement sous la moyenne du New Hampshire (35 264 dollars) mais supérieur à la moyenne nationale (29 829 dollars). Sur cette même période, 4,7 % des habitants de Plaistow vivaient sous le seuil de pauvreté (contre 7,3 % dans l'État et 12,7 % à l'échelle des États-Unis).